# Più anziani e più giovani vincitori e candidati agli Oscar
In questa pagina sono presenti diverse liste dei più anziani e più giovani vincitori e candidati agli Oscar.
La più anziana fra i candidati e i vincitori di un Oscar ancora in vita è Eva Marie Saint (nata 4 luglio 1924); vinse nel 1955 come migliore attrice non protagonista per Fronte del porto.

## Assoluti
|                          | Tutte le categorie competitive | Tutte le categorie competitive | Regia           | Regia   | Attore/Attore non protagonista | Attore/Attore non protagonista | Attrice/Attrice non protagonista | Attrice/Attrice non protagonista |
| ------------------------ | ------------------------------ | ------------------------------ | --------------- | ------- | ------------------------------ | ------------------------------ | -------------------------------- | -------------------------------- |
| Il più anziano candidato | John Williams                  | 91 anni                        | Martin Scorsese | 81 anni | Christopher Plummer            | 88 anni                        | Gloria Stuart                    | 87 anni                          |
| Il più anziano vincitore | James Ivory                    | 89 anni                        | Clint Eastwood  | 74 anni | Anthony Hopkins                | 83 anni                        | Jessica Tandy                    | 80 anni                          |
| Il più giovane candidato | Justin Henry                   | 8 anni                         | John Singleton  | 24 anni | Justin Henry                   | 8 anni                         | Quvenzhané Wallis                | 9 anni                           |
| Il più giovane vincitore | Tatum O'Neal                   | 10 anni                        | Damien Chazelle | 32 anni | Timothy Hutton                 | 20 anni                        | Tatum O'Neal                     | 10 anni                          |

## Miglior regista
Lista dei più anziani e più giovani vincitori e candidati nella categoria Oscar al miglior regista.

### I più anziani registi vincitori
| #  | Età                 | Nome                 | Film                                                  | Data di nascita  | Data del premio  | Note                                           |
| -- | ------------------- | -------------------- | ----------------------------------------------------- | ---------------- | ---------------- | ---------------------------------------------- |
| 1  | 74 anni, 272 giorni | Clint Eastwood       | Million Dollar Baby                                   | 31 maggio 1930   | 27 febbraio 2005 |                                                |
| 2  | 69 anni, 217 giorni | Roman Polański       | Il pianista (The Pianist)                             | 18 agosto 1933   | 23 marzo 2003    |                                                |
| 3  | 67 anni, 331 giorni | Jane Campion         | Il potere del cane (The Power of the dog)             | 30 aprile 1954   | 27 marzo 2022    |                                                |
| 4  | 65 anni, 272 giorni | George Cukor         | My Fair Lady                                          | 7 luglio 1899    | 5 aprile 1965    | Ha mantenuto il record per 38 anni (1965-2003) |
| 5  | 64 anni, 100 giorni | Martin Scorsese      | The Departed - Il bene e il male (The Departed)       | 17 novembre 1942 | 25 febbraio 2007 |                                                |
| 6  | 62 anni, 302 giorni | Clint Eastwood       | Gli spietati (Unforgiven)                             | 31 maggio 1930   | 29 marzo 1993    |                                                |
| 7  | 62 anni, 105 giorni | Carol Reed           | Oliver!                                               | 30 dicembre 1906 | 14 aprile 1969   |                                                |
| 8  | 59 anni, 346 giorni | Fred Zinnemann       | Un uomo per tutte le stagioni (A Man for All Seasons) | 29 aprile 1907   | 10 aprile 1967   |                                                |
| 9  | 59 anni, 225 giorni | Richard Attenborough | Gandhi                                                | 29 agosto 1923   | 11 aprile 1983   |                                                |
| 10 | 59 anni, 46 giorni  | John Ford            | Un uomo tranquillo (The Quiet Man)                    | 1º febbraio 1894 | 19 marzo 1953    |                                                |

### I più anziani registi candidati
| #  | Età                 | Nome             | Film                                         | Data di nascita  | Data della candidatura | Note                                           |
| -- | ------------------- | ---------------- | -------------------------------------------- | ---------------- | ---------------------- | ---------------------------------------------- |
| 1  | 81 anni, 67 giorni  | Martin Scorsese  | Killers of the Flower Moon                   | 17 novembre 1942 | 23 gennaio 2024        | [ 3 ]                                          |
| 2  | 79 anni, 184 giorni | John Huston      | L'onore dei Prizzi (Prizzi's Honor)          | 5 agosto 1906    | 5 febbraio 1986        | Ha mantenuto il record per 38 anni (1986-2024) |
| 3  | 78 anni, 193 giorni | Charles Crichton | Un pesce di nome Wanda (A Fish Called Wanda) | 6 agosto 1910    | 15 febbraio 1989       |                                                |
| 4  | 77 anni, 57 giorni  | Martin Scorsese  | The Irishman                                 | 17 novembre 1942 | 13 gennaio 2020        |                                                |
| 5  | 76 anni, 357 giorni | Robert Altman    | Gosford Park                                 | 20 febbraio 1925 | 12 febbraio 2002       |                                                |
| 6  | 76 anni, 318 giorni | David Lean       | Passaggio in India (A Passage to India)      | 25 febbraio 1908 | 6 febbraio 1985        |                                                |
| 7  | 76 anni, 237 giorni | Clint Eastwood   | Lettere da Iwo Jima (Letters from Iwo Jima)  | 31 maggio 1930   | 23 gennaio 2007        |                                                |
| 8  | 76 anni, 54 giorni  | Woody Allen      | Midnight in Paris                            | 1º dicembre 1935 | 24 gennaio 2012        |                                                |
| 9  | 76 anni, 37 giorni  | Steven Spielberg | The Fabelmans                                | 18 dicembre 1946 | 24 gennaio 2023        |                                                |
| 10 | 75 anni, 319 giorni | Akira Kurosawa   | Ran                                          | 23 marzo 1910    | 5 febbraio 1986        |                                                |

### I più giovani registi vincitori
| #  | Età                 | Nome                 | Film                                                       | Data di nascita   | Data del premio  | Note                                           |
| -- | ------------------- | -------------------- | ---------------------------------------------------------- | ----------------- | ---------------- | ---------------------------------------------- |
| 1  | 32 anni, 38 giorni  | Damien Chazelle      | La La Land                                                 | 19 gennaio 1985   | 26 febbraio 2017 | [ 10 ]                                         |
| 2  | 32 anni, 260 giorni | Norman Taurog        | Skippy                                                     | 23 febbraio 1899  | 10 novembre 1931 | Ha mantenuto il record per 86 anni (1931-2017) |
| 3  | 33 anni, 228 giorni | Lewis Milestone      | Notte d'Arabia (Two Arabian Knights)                       | 30 settembre 1895 | 16 maggio 1929   |                                                |
| 4  | 34 anni, 238 giorni | Sam Mendes           | American Beauty                                            | 1º agosto 1965    | 26 marzo 2000    |                                                |
| 5  | 35 anni, 23 giorni  | Frank Borzage        | Settimo cielo (7th Heaven)                                 | 23 aprile 1894    | 16 maggio 1929   |                                                |
| 6  | 35 anni, 30 giorni  | Daniel Kwan          | Everything Everywhere All at Once                          | 10 febbraio 1988  | 12 marzo 2023    |                                                |
| 7  | 35 anni, 36 giorni  | Lewis Milestone      | All'ovest niente di nuovo (All Quiet on the Western Front) | 30 settembre 1895 | 5 novembre 1930  |                                                |
| 8  | 35 anni, 278 giorni | Daniel Scheinert     | Everything Everywhere All at Once                          | 7 giugno 1987     | 12 marzo 2023    |                                                |
| 9  | 35 anni, 313 giorni | Tony Richardson      | Tom Jones                                                  | 5 giugno 1928     | 13 aprile 1964   |                                                |
| 10 | 36 anni, 1 giorni   | Francis Ford Coppola | Il padrino - Parte II (The Godfather Part II)              | 7 aprile 1939     | 8 aprile 1975    |                                                |

### I più giovani registi candidati
| #  | Età                 | Nome               | Film                                                                     | Data di nascita  | Data della candidatura | Note                                           |
| -- | ------------------- | ------------------ | ------------------------------------------------------------------------ | ---------------- | ---------------------- | ---------------------------------------------- |
| 1  | 24 anni, 44 giorni  | John Singleton     | Boyz n the Hood - Strade violente (Boyz n the Hood)                      | 6 gennaio 1968   | 19 febbraio 1992       |                                                |
| 2  | 26 anni, 279 giorni | Orson Welles       | Quarto potere (Citizen Kane)                                             | 6 maggio 1915    | 9 febbraio 1942        | Ha mantenuto il record per 50 anni (1942-1992) |
| 3  | 29 anni, 66 giorni  | Kenneth Branagh    | Enrico V (Henry V)                                                       | 10 dicembre 1960 | 14 febbraio 1990       |                                                |
| 4  | 29 anni, 113 giorni | Claude Lelouch     | Un uomo una donna (A Man and a Woman)                                    | 30 ottobre 1937  | 20 febbraio 1967       |                                                |
| 5  | 29 anni, 193 giorni | M. Night Shyamalan | Il sesto senso (The Sixth Sense)                                         | 6 agosto 1970    | 15 febbraio 2000       |                                                |
| 6  | 29 anni, 281 giorni | George Lucas       | American Graffiti                                                        | 14 maggio 1944   | 19 febbraio 1974       |                                                |
| 7  | 30 anni, 88 giorni  | Benh Zeitlin       | Re della terra selvaggia (Beasts of the Southern Wild)                   | 14 ottobre 1982  | 10 gennaio 2013        |                                                |
| 8  | 30 anni, 95 giorni  | Jason Reitman      | Juno                                                                     | 19 ottobre 1977  | 22 gennaio 2008        |                                                |
| 9  | 30 anni, 116 giorni | Spike Jonze        | Essere John Malkovich (Being John Malkovich)                             | 22 ottobre 1969  | 15 febbraio 2000       |                                                |
| 10 | 31 anni, 65 giorni  | Steven Spielberg   | Incontri ravvicinati del terzo tipo (Close Encounters of the Third Kind) | 18 dicembre 1946 | 21 febbraio 1978       |                                                |

## Miglior attore
Lista dei più anziani e più giovani vincitori e candidati nella categoria Oscar al miglior attore.

### I più anziani attori vincitori
| #  | Età                 | Nome            | Film                                          | Data di nascita   | Data del premio | Note                                           |
| -- | ------------------- | --------------- | --------------------------------------------- | ----------------- | --------------- | ---------------------------------------------- |
| 1  | 83 anni, 115 giorni | Anthony Hopkins | The Father - Nulla è come sembra (The Father) | 31 dicembre 1937  | 25 aprile 2021  | [ 6 ]                                          |
| 2  | 76 anni, 317 giorni | Henry Fonda     | Sul lago dorato (On Golden Pond)              | 16 maggio 1905    | 29 marzo 1982   | Ha mantenuto il record per 39 anni (1982-2021) |
| 3  | 62 anni, 316 giorni | John Wayne      | Il Grinta (True Grit)                         | 26 maggio 1907    | 7 aprile 1970   |                                                |
| 4  | 62 anni, 209 giorni | George Arliss   | Disraeli                                      | 10 aprile 1868    | 5 novembre 1930 | Ha mantenuto il record per 40 anni (1930-1970) |
| 5  | 62 anni, 63 giorni  | Paul Newman     | Il colore dei soldi (The Color of Money)      | 26 gennaio 1925   | 30 marzo 1987   |                                                |
| 6  | 60 anni, 335 giorni | Jack Nicholson  | Qualcosa è cambiato (As Good As It Gets)      | 22 aprile 1937    | 23 marzo 1998   |                                                |
| 7  | 60 anni, 181 giorni | Peter Finch     | Quinto potere (Network)                       | 28 settembre 1916 | 28 marzo 1977   | Postumo. L'attore è morto il 14 gennaio 1977.  |
| 8  | 60 anni, 93 giorni  | Jeff Bridges    | Crazy Heart                                   | 4 dicembre 1949   | 7 marzo 2010    |                                                |
| 9  | 59 anni, 348 giorni | Gary Oldman     | L'ora più buia (Darkest Hour)                 | 21 marzo 1958     | 4 marzo 2018    |                                                |
| 10 | 57 anni, 40 giorni  | Ronald Colman   | Doppia vita (A Double Life)                   | 9 febbraio 1891   | 20 marzo 1948   |                                                |

### I più anziani attori candidati
| #  | Età                 | Nome               | Film                                                | Data di nascita   | Data della candidatura | Note                                           |
| -- | ------------------- | ------------------ | --------------------------------------------------- | ----------------- | ---------------------- | ---------------------------------------------- |
| 1  | 83 anni, 74 giorni  | Anthony Hopkins    | The Father - Nulla è come sembra (The Father)       | 31 dicembre 1937  | 15 marzo 2021          | Vincitore                                      |
| 2  | 79 anni, 167 giorni | Richard Farnsworth | Una storia vera (The Straight Story)                | 1º settembre 1920 | 15 febbraio 2000       | Ha mantenuto il record per 21 anni (2000-2021) |
| 3  | 77 anni, 226 giorni | Bruce Dern         | Nebraska                                            | 4 giugno 1936     | 16 gennaio 2014        |                                                |
| 4  | 76 anni, 271 giorni | Henry Fonda        | Sul lago dorato (On Golden Pond)                    | 16 maggio 1905    | 11 febbraio 1982       | Vincitore                                      |
| 5  | 74 anni, 239 giorni | Clint Eastwood     | Million Dollar Baby                                 | 31 maggio 1930    | 25 gennaio 2005        |                                                |
| 6  | 74 anni, 174 giorni | Peter O'Toole      | Venus                                               | 2 agosto 1932     | 23 gennaio 2007        |                                                |
| 7  | 73 anni, 43 giorni  | Bill Nighy         | Living                                              | 12 dicembre 1949  | 24 gennaio 2023        |                                                |
| 8  | 72 anni, 246 giorni | Morgan Freeman     | Invictus - L'invincibile (Invictus)                 | 1º giugno 1937    | 2 febbraio 2010        |                                                |
| 9  | 72 anni, 226 giorni | Jonathan Pryce     | I due papi (The Two Popes)                          | 1º giugno 1947    | 13 gennaio 2020        |                                                |
| 10 | 71 anni, 274 giorni | Laurence Olivier   | I ragazzi venuti dal Brasile (The Boys from Brazil) | 22 maggio 1907    | 20 febbraio 1979       |                                                |

### I più giovani attori vincitori
| #  | Età                 | Nome              | Film                                                         | Data di nascita  | Data del premio  | Note                                           |
| -- | ------------------- | ----------------- | ------------------------------------------------------------ | ---------------- | ---------------- | ---------------------------------------------- |
| 1  | 29 anni, 343 giorni | Adrien Brody      | Il pianista (The Pianist)                                    | 14 aprile 1973   | 23 marzo 2003    |                                                |
| 2  | 30 anni, 156 giorni | Richard Dreyfuss  | Goodbye amore mio! (The Goodbye Girl)                        | 29 ottobre 1947  | 3 aprile 1978    | Ha mantenuto il record per 25 anni (1978-2003) |
| 3  | 30 anni, 361 giorni | Marlon Brando     | Fronte del porto (On the Waterfront)                         | 3 aprile 1924    | 30 marzo 1955    | Ha mantenuto il record per 23 anni (1955-1978) |
| 4  | 31 anni, 122 giorni | Maximilian Schell | Vincitori e vinti (Judgment at Nuremberg)                    | 8 dicembre 1930  | 9 aprile 1962    |                                                |
| 5  | 32 anni, 78 giorni  | Nicolas Cage      | Via da Las Vegas (Leaving Las Vegas)                         | 7 gennaio 1964   | 25 marzo 1996    |                                                |
| 6  | 32 anni, 283 giorni | James Stewart     | Scandalo a Filadelfia (The Philadelphia Story)               | 20 maggio 1908   | 27 febbraio 1941 |                                                |
| 7  | 32 anni, 331 giorni | Daniel Day-Lewis  | Il mio piede sinistro (My Left Foot)                         | 29 aprile 1957   | 26 marzo 1990    |                                                |
| 8  | 33 anni, 47 giorni  | Eddie Redmayne    | La teoria del tutto (The Theory of Everything)               | 6 gennaio 1982   | 22 febbraio 2015 |                                                |
| 9  | 34 anni, 26 giorni  | Clark Gable       | Accadde una notte (It Happened One Night)                    | 1º febbraio 1901 | 27 febbraio 1935 |                                                |
| 10 | 34 anni, 258 giorni | Charles Laughton  | Le sei mogli di Enrico VIII (The Private Life of Henry VIII) | 1º luglio 1899   | 16 luglio 1934   |                                                |

### I più giovani attori candidati
| #  | Età                 | Nome              | Film                                                 | Data di nascita   | Data della candidatura | Note                                                        |
| -- | ------------------- | ----------------- | ---------------------------------------------------- | ----------------- | ---------------------- | ----------------------------------------------------------- |
| 1  | 9 anni, 20 giorni   | Jackie Cooper     | Skippy                                               | 15 settembre 1922 | 5 ottobre 1931         |                                                             |
| 2  | 19 anni, 142 giorni | Mickey Rooney     | Piccoli attori (Babes in Arms)                       | 23 settembre 1920 | 12 febbraio 1940       |                                                             |
| 3  | 22 anni, 28 giorni  | Timothée Chalamet | Chiamami col tuo nome (Call Me by Your Name)         | 27 dicembre 1995  | 23 gennaio 2018        |                                                             |
| 4  | 23 anni, 137 giorni | Mickey Rooney     | La commedia umana (The Human Comedy)                 | 23 settembre 1920 | 7 febbraio 1944        |                                                             |
| 5  | 24 anni, 3 giorni   | John Travolta     | La febbre del sabato sera (Saturday Night Fever)     | 18 febbraio 1954  | 21 febbraio 1978       |                                                             |
| 6  | 25 anni, 10 giorni  | James Dean        | La valle dell'Eden (East of Eden)                    | 8 febbraio 1931   | 18 febbraio 1956       | Candidatura postuma. L'attore è morto il 30 settembre 1955. |
| 7  | 26 anni, 10 giorni  | James Dean        | Il gigante (Giant)                                   | 8 febbraio 1931   | 18 febbraio 1957       | Candidatura postuma. L'attore è morto il 30 settembre 1955. |
| 8  | 26 anni, 7 giorni   | Ryan Gosling      | Half Nelson                                          | 12 novembre 1980  | 23 gennaio 2007        |                                                             |
| 9  | 26 anni, 279 giorni | Orson Welles      | Quarto potere (Citizen Kane)                         | 6 maggio 1915     | 9 febbraio 1942        |                                                             |
| 10 | 26 anni, 309 giorni | Heath Ledger      | I segreti di Brokeback Mountain (Brokeback Mountain) | 4 aprile 1979     | 31 gennaio 2006        |                                                             |

## Miglior attrice
Lista delle più anziane e più giovani vincitrici e candidate nella categoria Oscar alla miglior attrice.

### Le più anziane attrici vincitrici
| #  | Età                 | Nome              | Film                                                                         | Data di nascita  | Data del premio  | Note                                           |
| -- | ------------------- | ----------------- | ---------------------------------------------------------------------------- | ---------------- | ---------------- | ---------------------------------------------- |
| 1  | 80 anni, 292 giorni | Jessica Tandy     | A spasso con Daisy (Driving Miss Daisy)                                      | 7 giugno 1909    | 26 marzo 1990    |                                                |
| 2  | 74 anni, 321 giorni | Katharine Hepburn | Sul lago dorato (On Golden Pond)                                             | 12 maggio 1907   | 29 marzo 1982    |                                                |
| 3  | 63 anni, 306 giorni | Frances McDormand | Nomadland                                                                    | 23 giugno 1957   | 25 aprile 2021   |                                                |
| 4  | 63 anni, 1 giorno   | Marie Dressler    | Min and Bill                                                                 | 9 novembre 1868  | 10 novembre 1931 | Ha mantenuto il record per 51 anni (1931-1982) |
| 5  | 62 anni, 249 giorni | Meryl Streep      | The Iron Lady                                                                | 22 giugno 1949   | 26 febbraio 2012 |                                                |
| 6  | 61 anni, 337 giorni | Katharine Hepburn | Il leone d'inverno (The Lion in Winter)                                      | 12 maggio 1907   | 14 aprile 1969   |                                                |
| 7  | 61 anni, 214 giorni | Helen Mirren      | The Queen - La regina (The Queen)                                            | 26 luglio 1945   | 25 febbraio 2007 |                                                |
| 8  | 61 anni, 122 giorni | Geraldine Page    | In viaggio verso Bountiful (The Trip to Bountiful)                           | 22 novembre 1924 | 24 marzo 1986    |                                                |
| 9  | 60 anni, 334 giorni | Katharine Hepburn | Indovina chi viene a cena? (Guess Who's Coming to Dinner)                    | 12 maggio 1907   | 10 aprile 1968   |                                                |
| 10 | 60 anni, 254 giorni | Frances McDormand | Tre manifesti a Ebbing, Missouri (Three Billboards Outside Ebbing, Missouri) | 23 giugno 1957   | 4 marzo 2018     |                                                |

### Le più anziane attrici candidate
| #  | Età                 | Nome               | Film                                             | Data di nascita  | Data della candidatura | Note                                           |
| -- | ------------------- | ------------------ | ------------------------------------------------ | ---------------- | ---------------------- | ---------------------------------------------- |
| 1  | 85 anni, 321 giorni | Emmanuelle Riva    | Amour                                            | 24 febbraio 1927 | 10 gennaio 2013        | [ 7 ]                                          |
| 2  | 80 anni, 252 giorni | Jessica Tandy      | Driving Miss Daisy                               | 7 giugno 1909    | 14 febbraio 1990       | Vincitrice                                     |
| 3  | 80 anni, 11 giorni  | Edith Evans        | Bisbigli (The Whisperers)                        | 8 febbraio 1888  | 19 febbraio 1968       | Ha mantenuto il record per 22 anni (1968-1990) |
| 4  | 79 anni, 38 giorni  | Judi Dench         | Philomena                                        | 9 dicembre 1934  | 16 gennaio 2014        |                                                |
| 5  | 75 anni, 313 giorni | May Robson         | Signora per un giorno (Lady for a Day)           | 19 aprile 1858   | 26 febbraio 1934       | Ha mantenuto il record per 34 anni (1934-1968) |
| 6  | 74 anni, 275 giorni | Katharine Hepburn  | Sul lago dorato (On Golden Pond)                 | 12 maggio 1907   | 11 febbraio 1982       | Vincitrice                                     |
| 7  | 72 anni, 45 giorni  | Judi Dench         | Diario di uno scandalo (Notes on a Scandal)      | 9 dicembre 1934  | 23 gennaio 2007        |                                                |
| 8  | 71 anno, 309 giorni | Glenn Close        | The Wife - Vivere nell'ombra (The Wife)          | 19 marzo 1947    | 22 gennaio 2019        |                                                |
| 9  | 71 anni, 53 giorni  | Judi Dench         | Lady Henderson presenta (Mrs Henderson Presents) | 9 dicembre 1934  | 31 gennaio 2006        |                                                |
| 10 | 69 anni, 343 giorni | Charlotte Rampling | 45 anni (45 anni)                                | 5 febbraio 1946  | 14 gennaio 2016        |                                                |

### Le più giovani attrici vincitrici
| #  | Età                 | Nome              | Film | Data di nascita  | Data del premio  | Note                                           |
| -- | ------------------- | ----------------- | --- | ---------------- | ---------------- | ---------------------------------------------- |
| 1  | 21 anni, 218 giorni | Marlee Matlin     | Figli di un dio minore (Children of a Lesser God)                                                             | 24 agosto 1965   | 30 marzo 1987    |                                                |
| 2  | 22 anni, 193 giorni | Jennifer Lawrence | Il lato positivo - Silver Linings Playbook (Silver Linings Playbook)                                          | 15 agosto 1990   | 24 febbraio 2013 |                                                |
| 3  | 22 anni, 222 giorni | Janet Gaynor      | Settimo cielo (Seventh Heaven), L'angelo della strada (Street Angel) e Aurora (Sunrise: A Song of Two Humans) | 6 ottobre 1906   | 16 maggio 1929   | Ha mantenuto il record per 58 anni (1929-1987) |
| 4  | 24 anni, 127 giorni | Joan Fontaine     | Il sospetto (Suspicion)                                                                                       | 22 ottobre 1917  | 26 febbraio 1942 |                                                |
| 5  | 24 anni, 325 giorni | Audrey Hepburn    | Vacanze romane (Roman Holiday)                                                                                | 4 maggio 1929    | 25 marzo 1954    |                                                |
| 6  | 25 anni             | Jennifer Jones    | Bernadette | 2 marzo 1919     | 2 marzo 1944     |                                                |
| 7  | 25 anni, 138 giorni | Grace Kelly       | La ragazza di campagna (The Country Girl)                                                                     | 12 novembre 1929 | 30 marzo 1955    |                                                |
| 8  | 25 anni, 240 giorni | Hilary Swank      | Boys Don't Cry                                                                                                | 30 luglio 1974   | 26 marzo 2000    |                                                |
| 9  | 25 anni, 342 giorni | Mikey Madison     | Anora | 25 marzo 1999    | 2 marzo 2025     |                                                |
| 10 | 26 anni, 4 giorni   | Julie Christie    | Darling | 14 aprile 1940   | 18 aprile 1966   |                                                |

### Le più giovani attrici candidate
| #  | Età                 | Nome                 | Film                                                   | Data di nascita  | Data della candidatura | Note                                           |
| -- | ------------------- | -------------------- | ------------------------------------------------------ | ---------------- | ---------------------- | ---------------------------------------------- |
| 1  | 9 anni, 135 giorni  | Quvenzhané Wallis    | Re della terra selvaggia (Beasts of the Southern Wild) | 28 agosto 2003   | 10 gennaio 2013        | [ 7 ]                                          |
| 2  | 13 anni, 309 giorni | Keisha Castle-Hughes | La ragazza delle balene (Whale Rider)                  | 24 marzo, 1990   | 27 gennaio 2004        |                                                |
| 3  | 20 anni, 196 giorni | Jennifer Lawrence    | Un gelido inverno (Winter's Bone)                      | 15 agosto 1990   | 27 febbraio 2011       |                                                |
| 4  | 20 anni, 235 giorni | Isabelle Adjani      | Adele H. - Una storia d'amore (L'Histoire d'Adèle H.)  | 27 giugno 1955   | 17 febbraio 1976       | Ha mantenuto il record per 28 anni (1976-2004) |
| 5  | 20 anni, 311 giorni | Keira Knightley      | Orgoglio e pregiudizio (Pride & Prejudice)             | 26 marzo 1985    | 31 gennaio 2006        |                                                |
| 6  | 20 anni, 335 giorni | Elliot Page          | Juno                                                   | 21 febbraio 1987 | 22 gennaio 2008        |                                                |
| 7  | 21 anni, 171 giorni | Marlee Matlin        | Figli di un dio minore (Children of a Lesser God)      | 24 agosto 1965   | 11 febbraio 1987       | Vincitrice                                     |
| 8  | 21 anni, 277 giorni | Saoirse Ronan        | Brooklyn                                               | 12 aprile 1994   | 14 gennaio 2016        |                                                |
| 9  | 22 anni, 60 giorni  | Elizabeth Hartman    | Incontro al Central Park (A Patch of Blue)             | 23 dicembre 1943 | 21 febbraio 1966       |                                                |
| 10 | 22 anni, 128 giorni | Kate Winslet         | Titanic                                                | 5 ottobre 1975   | 10 febbraio 1998       |                                                |

## Miglior attore non protagonista
Lista dei più anziani e più giovani vincitori e candidati nella categoria Oscar al miglior attore non protagonista.

### I più anziani attori vincitori
| #  | Età                 | Nome                | Film                                                              | Data di nascita   | Data del premio  | Note                                           |
| -- | ------------------- | ------------------- | ----------------------------------------------------------------- | ----------------- | ---------------- | ---------------------------------------------- |
| 1  | 82 anni, 75 giorni  | Christopher Plummer | Beginners                                                         | 13 dicembre 1929  | 26 febbraio 2012 |                                                |
| 2  | 80 anni, 69 giorni  | George Burns        | I ragazzi irresistibili (The Sunshine Boys)                       | 20 gennaio 1896   | 29 marzo 1976    | Ha mantenuto il record per 36 anni (1976-2012) |
| 3  | 79 anni, 9 giorni   | Melvyn Douglas      | Oltre il giardino (Being There)                                   | 5 aprile 1901     | 14 aprile 1980   |                                                |
| 4  | 77 anni, 349 giorni | John Gielgud        | Arturo (Arthur)                                                   | 14 aprile 1904    | 29 marzo 1982    |                                                |
| 5  | 77 anni, 297 giorni | Don Ameche          | Cocoon - L'energia dell'universo (Cocoon)                         | 31 maggio 1908    | 24 marzo 1986    |                                                |
| 6  | 73 anni, 41 giorni  | Jack Palance        | Scappo dalla città - La vita, l'amore e le vacche (City Slickers) | 18 febbraio 1919  | 30 marzo 1992    |                                                |
| 7  | 72 anni, 336 giorni | Alan Arkin          | Little Miss Sunshine                                              | 26 marzo 1934     | 25 febbraio 2007 |                                                |
| 8  | 71 anni, 192 giorni | John Houseman       | Esami per la vita (The Paper Chase)                               | 22 settembre 1902 | 2 aprile 1974    |                                                |
| 9  | 70 anni, 202 giorni | James Coburn        | Affliction                                                        | 31 agosto 1928    | 21 marzo 1999    |                                                |
| 10 | 70 anni, 176 giorni | Edmund Gwenn        | Il miracolo della 34ª strada (Miracle on 34th Street)             | 26 settembre 1877 | 20 marzo 1948    | Ha mantenuto il record per 26 anni (1948-1974) |

### I più anziani attori candidati
| #  | Età                 | Nome                | Film | Data di nascita  | Data della candidatura | Note                                                      |
| -- | ------------------- | ------------------- | --- | ---------------- | ---------------------- | --------------------------------------------------------- |
| 1  | 88 anni, 41 giorni  | Christopher Plummer | Tutti i soldi del mondo (All the Money in the World)                                                            | 13 dicembre 1929 | 23 gennaio 2018        | [ 4 ]                                                     |
| 2  | 87 anni, 315 giorni | Judd Hirsch         | The Fabelmans                                                                                                   | 15 marzo 1935    | 24 gennaio 2023        |                                                           |
| 3  | 84 anni, 10 giorni  | Robert Duvall       | The Judge | 5 gennaio 1931   | 15 gennaio 2015        |                                                           |
| 4  | 82 anni, 339 giorni | Hal Holbrook        | Into the Wild - Nelle terre selvagge (Into the Wild)                                                            | 17 febbraio 1925 | 22 gennaio 2008        |                                                           |
| 5  | 82 anni, 289 giorni | Max von Sydow       | Molto forte, incredibilmente vicino (Extremely Loud and Incredibly Close)                                       | 10 aprile 1929   | 24 gennaio 2012        |                                                           |
| 6  | 82 anni, 49 giorni  | Ralph Richardson    | Greystoke - La leggenda di Tarzan, il signore delle scimmie (Greystoke: the Legend of Tarzan, Lord of the Apes) | 19 dicembre 1902 | 6 febbraio 1985        | Candidatura postuma. L'attore è morto il 10 ottobre 1983. |
| 7  | 82 anni, 42 giorni  | Christopher Plummer | Beginners | 13 dicembre 1929 | 24 gennaio 2012        | Vincitore                                                 |
| 8  | 82 anni, 13 giorni  | Anthony Hopkins     | I due papi (The Two Popes)                                                                                      | 31 dicembre 1937 | 13 gennaio 2020        |                                                           |
| 9  | 80 anni, 159 giorni | Robert De Niro      | Killers of the Flower Moon                                                                                      | 17 agosto 1943   | 23 gennaio 2024        |                                                           |
| 10 | 80 anni, 51 giorni  | Christopher Plummer | The Last Station                                                                                                | 13 dicembre 1929 | 2 febbraio 2010        |                                                           |

### I più giovani attori vincitori
| #  | Età                 | Nome              | Film                                                           | Data di nascita   | Data del premio  | Note                                          |
| -- | ------------------- | ----------------- | -------------------------------------------------------------- | ----------------- | ---------------- | --------------------------------------------- |
| 1  | 20 anni, 227 giorni | Timothy Hutton    | Gente comune (Ordinary People)                                 | 16 agosto 1960    | 31 marzo 1981    |                                               |
| 3  | 29 anni, 81 giorni  | Cuba Gooding, Jr. | Jerry Maguire                                                  | 2 settembre 1968  | 24 marzo 1997    |                                               |
| 2  | 29 anni, 205 giorni | George Chakiris   | West Side Story                                                | 16 settembre 1934 | 9 aprile 1962    |                                               |
| 4  | 29 anni, 324 giorni | Heath Ledger      | Il cavaliere oscuro (The dark Knight)                          | 4 aprile 1979     | 22 febbraio 2009 | Postumo. L'attore è morto il 22 gennaio 2008. |
| 5  | 31 anni, 42 giorni  | Jack Lemmon       | La nave matta di Mister Roberts (Mister Roberts)               | 8 febbraio 1925   | 21 marzo 1956    |                                               |
| 6  | 31 anni, 234 giorni | Robert De Niro    | Il padrino - Parte II (The Godfather Part II)                  | 17 agosto 1943    | 8 aprile 1975    |                                               |
| 7  | 32 anni, 60 giorni  | Daniel Kaluuya    | Judas and the Black Messiah                                    | 24 febbraio 1989  | 25 aprile 2021   |                                               |
| 9  | 33 anni, 58 giorni  | Harold Russell    | I migliori anni della nostra vita (The Best anni of Our Lives) | 14 gennaio 1914   | 13 marzo 1947    |                                               |
| 10 | 34 anni, 34 giorni  | Benicio del Toro  | Traffic                                                        | 19 febbraio 1967  | 25 marzo 2001    |                                               |
| 8  | 34 anni, 81 giorni  | Van Heflin        | Johnny Eager                                                   | 13 dicembre 1910  | 4 marzo 1943     |                                               |

### I più giovani attori candidati
| #  | Età                 | Nome              | Film                                                    | Data di nascita   | Data della candidatura | Note                                           |
| -- | ------------------- | ----------------- | ------------------------------------------------------- | ----------------- | ---------------------- | ---------------------------------------------- |
| 1  | 8 anni, 276 giorni  | Justin Henry      | Kramer contro Kramer (Kramer vs. Kramer)                | 25 maggio 1971    | 25 febbraio 1980       |                                                |
| 2  | 11 anni, 311 giorni | Haley Joel Osment | The Sixth Sense - Il sesto senso (The Sixth Sense)      | 10 aprile 1988    | 15 febbraio 2000       |                                                |
| 3  | 11 anni, 312 giorni | Brandon De Wilde  | Il cavaliere della valle solitaria (Shane)              | 9 aprile 1942     | 15 febbraio 1954       | Ha mantenuto il record per 26 anni (1954-1980) |
| 4  | 16 anni, 147 giorni | Jack Wild         | Oliver!                                                 | 30 settembre 1952 | 24 febbraio 1969       |                                                |
| 5  | 17 anni, 39 giorni  | Sal Mineo         | Gioventù bruciata (Rebel Without a Cause)               | 10 gennaio 1939   | 18 febbraio 1956       |                                                |
| 6  | 18 anni, 176 giorni | River Phoenix     | Vivere in fuga (Running on Empty)                       | 23 agosto 1970    | 15 febbraio 1989       |                                                |
| 7  | 19 anni, 90 giorni  | Leonardo DiCaprio | Buon compleanno Mr. Grape (What's Eating Gilbert Grape) | 11 novembre 1974  | 9 febbraio 1994        |                                                |
| 8  | 20 anni, 43 giorni  | Lucas Hedges      | Manchester by the Sea                                   | 12 dicembre 1996  | 24 gennaio 2017        |                                                |
| 9  | 20 anni, 185 giorni | Timothy Hutton    | Gente comune (Ordinary People)                          | 16 agosto 1960    | 17 febbraio 1981       | Vincitore                                      |
| 10 | 22 anni, 48 giorni  | Sal Mineo         | Exodus                                                  | 10 gennaio 1939   | 27 febbraio 1961       |                                                |

## Miglior attrice non protagonista
Lista delle più anziane e più giovani vincitrici e candidate nella categoria Oscar alla miglior attrice non protagonista.

### Le più anziane attrici vincitrici
| #  | Età                 | Nome                | Film                                                        | Data di nascita  | Data del premio | Note                                           |
| -- | ------------------- | ------------------- | ----------------------------------------------------------- | ---------------- | --------------- | ---------------------------------------------- |
| 1  | 77 anni, 93 giorni  | Peggy Ashcroft      | Passaggio in India (A Passage to India)                     | 22 dicembre 1907 | 25 marzo 1985   |                                                |
| 2  | 74 anni, 85 giorni  | Josephine Hull      | Harvey                                                      | 3 gennaio 1877   | 29 marzo 1951   | Ha mantenuto il record per 34 anni (1951-1985) |
| 3  | 73 anni, 310 giorni | Youn Yuh-jung       | Minari                                                      | 19 giugno 1947   | 26 aprile 2021  |                                                |
| 4  | 72 anni, 166 giorni | Ruth Gordon         | Rosemary's Baby - Nastro rosso a New York (Rosemary's Baby) | 30 ottobre 1896  | 14 aprile 1969  |                                                |
| 5  | 71 anni, 338 giorni | Margaret Rutherford | The V.I.P.s                                                 | 11 maggio 1892   | 13 aprile 1964  |                                                |
| 6  | 70 anni, 187 giorni | Helen Hayes         | Airport                                                     | 10 ottobre 1900  | 15 aprile 1971  |                                                |
| 7  | 65 anni, 212 giorni | Ethel Barrymore     | Il ribelle (None but the Lonely Heart)                      | 15 agosto 1879   | 15 marzo 1945   |                                                |
| 8  | 64 anni, 110 giorni | Jamie Lee Curtis    | Everything Everywhere All at Once                           | 22 novembre 1958 | 12 marzo 2023   |                                                |
| 9  | 64 anni, 102 giorni | Judi Dench          | Shakespeare in Love                                         | 9 dicembre 1934  | 21 marzo 1999   |                                                |
| 10 | 62 anni, 238 giorni | Beatrice Straight   | Quinto potere (Network)                                     | 2 agosto 1914    | 28 marzo 1977   |                                                |

### Le più anziate attrici candidate
| #  | Età                 | Nome             | Film                                                                | Data di nascita  | Data della candidatura | Note                                           |
| -- | ------------------- | ---------------- | ------------------------------------------------------------------- | ---------------- | ---------------------- | ---------------------------------------------- |
| 1  | 87 anni, 221 giorni | Gloria Stuart    | Titanic                                                             | 4 luglio 1910    | 10 febbraio 1998       |                                                |
| 2  | 87 anni, 61 giorni  | Judi Dench       | Belfast                                                             | 9 dicembre 1934  | 8 febbraio 2022        |                                                |
| 3  | 85 anni, 87 giorni  | Ruby Dee         | American Gangster                                                   | 27 ottobre 1922  | 22 gennaio 2008        |                                                |
| 4  | 84 anni, 71 giorni  | June Squibb      | Nebraska                                                            | 6 novembre 1929  | 16 gennaio 2014        |                                                |
| 5  | 82 anni, 257 giorni | Jessica Tandy    | Pomodori verdi fritti alla fermata del treno (Fried Green Tomatoes) | 7 giugno 1909    | 19 febbraio 1992       |                                                |
| 6  | 82 anni, 37 giorni  | Eva Le Gallienne | Resurrection                                                        | 11 gennaio 1899  | 17 febbraio 1981       |                                                |
| 7  | 79 anni, 26 giorni  | Ann Sothern      | Le balene d'agosto (The Whales of August)                           | 22 gennaio 1909  | 17 febbraio 1988       |                                                |
| 8  | 77 anni, 234 giorni | May Whitty       | La signora Miniver (Mrs. Miniver)                                   | 19 giugno 1865   | 8 febbraio 1943        | Ha mantenuto il record per 38 anni (1943-1981) |
| 9  | 77 anni, 46 giorni  | Peggy Ashcroft   | Passaggio in India (A Passage to India)                             | 22 dicembre 1907 | 6 febbraio 1985        | Vincitrice                                     |
| 10 | 77 anni, 15 giorni  | Edith Evans      | Il giardino di gesso (The Chalk Garden)                             | 8 febbraio 1888  | 23 febbraio 1965       |                                                |

### Le più giovani attrici vincitrici
| #  | Età                 | Nome            | Film                                            | Data di nascita   | Data del premio  | Note   |
| -- | ------------------- | --------------- | ----------------------------------------------- | ----------------- | ---------------- | ------ |
| 1  | 10 anni, 148 giorni | Tatum O'Neal    | Paper Moon - Luna di carta (Paper Moon)         | 5 novembre 1963   | 2 aprile 1974    | [ 8 ]  |
| 2  | 11 anni, 240 giorni | Anna Paquin     | Lezioni di piano (The Piano)                    | 24 luglio 1982    | 21 marzo 1994    |        |
| 3  | 16 anni, 115 giorni | Patty Duke      | Anna dei miracoli (The Miracle Worker)          | 14 dicembre 1946  | 8 aprile 1963    |        |
| 4  | 23 anni, 310 giorni | Anne Baxter     | Il filo del rasoio (The Razor's Edge)           | 7 maggio 1923     | 13 marzo 1947    |        |
| 5  | 24 anni, 128 giorni | Teresa Wright   | La signora Miniver (Mrs. Miniver)               | 27 ottobre 1918   | 4 marzo 1943     |        |
| 6  | 24 anni, 137 giorni | Goldie Hawn     | Fiore di cactus (Cactus Flower)                 | 21 novembre 1945  | 7 aprile 1970    |        |
| 7  | 24 anni, 296 giorni | Angelina Jolie  | Ragazze interrotte (Girl, Interrupted)          | 4 giugno 1975     | 26 marzo 2000    |        |
| 8  | 25 anni, 166 giorni | Jennifer Hudson | Dreamgirls                                      | 12 settembre 1981 | 25 febbraio 2007 |        |
| 9  | 27 anni, 17 giorni  | Shirley Jones   | Il figlio di Giuda (Elmer Gantry)               | 31 marzo 1934     | 17 aprile 1961   |        |
| 10 | 27 anni, 111 giorni | Gloria Grahame  | Il bruto e la bella (The Bad and the Beautiful) | 28 novembre 1925  | 19 marzo 1953    | [ 12 ] |

### Le più giovani attrici candidate
| #  | Età                 | Nome             | Film                                           | Data di nascita  | Data della candidatura | Note                                           |
| -- | ------------------- | ---------------- | ---------------------------------------------- | ---------------- | ---------------------- | ---------------------------------------------- |
| 1  | 10 anni, 106 giorni | Tatum O'Neal     | Paper Moon - Luna di carta (Paper Moon)        | 5 novembre 1963  | 9 febbraio 1974        | Vincitrice                                     |
| 2  | 10 anni, 141 giorni | Mary Badham      | Il buio oltre la siepe (To Kill a Mockingbird) | 7 ottobre 1952   | 25 febbraio 1963       |                                                |
| 3  | 10 anni, 192 giorni | Quinn Cummings   | Goodbye amore mio! (The Goodbye Girl)          | 13 agosto 1967   | 21 febbraio 1978       |                                                |
| 4  | 10 anni, 284 giorni | Abigail Breslin  | Little Miss Sunshine                           | 14 aprile 1996   | 23 gennaio 2007        |                                                |
| 5  | 11 anni, 181 giorni | Patty McCormack  | Il giglio nero (The Bad Seed)                  | 21 agosto 1945   | 18 febbraio 1957       |                                                |
| 6  | 11 anni, 200 giorni | Anna Paquin      | Lezioni di piano (The Piano)                   | 24 luglio 1982   | 9 febbraio 1994        | Vincitrice                                     |
| 7  | 13 anni, 285 giorni | Saoirse Ronan    | Espiazione (Atonement)                         | 12 aprile 1994   | 22 gennaio 2008        |                                                |
| 8  | 14 anni, 5 giorni   | Bonita Granville | La calunnia (These Three)                      | 2 gennaio 1923   | 7 febbraio 1937        | Ha mantenuto il record per 20 anni (1937-1957) |
| 9  | 14 anni, 45 giorni  | Hailee Steinfeld | Il grinta (True Grit)                          | 11 dicembre 1996 | 25 febbraio 2011       |                                                |
| 10 | 14 anni, 83 giorni  | Jodie Foster     | Taxi Driver                                    | 19 novembre 1962 | 10 febbraio 1977       |                                                |

## Oscar onorari

### Oscar onorario
Lista degli attori e attrici più anziani e più giovani vincitori dell'Oscar onorario. Gli Oscar alla carriera vengono consegnati durante i Governors Awards.

#### I più anziani attori vincitori
| #  | Età                 | Nome              | Data di nascita   | Data della cerimonia | Note |
| -- | ------------------- | ----------------- | ----------------- | -------------------- | ---- |
| 1  | 94 anni, 341 giorni | Eli Wallach       | 7 dicembre 1915   | 13 novembre 2010     |      |
| 2  | 94 anni, 83 giorni  | Maureen O'Hara    | 17 agosto 1920    | 8 novembre 2014      |      |
| 3  | 93 anni, 334 giorni | Cicely Tyson      | 19 dicembre 1924  | 18 novembre 2018     |      |
| 4  | 88 anni, 31 giorni  | Angela Lansbury   | 16 ottobre 1925   | 16 novembre 2013     |      |
| 5  | 85 anni, 207 giorni | Myrna Loy         | 2 agosto 1905     | 25 marzo 1991        |      |
| 6  | 85 anni, 59 giorni  | Lauren Bacall     | 16 settembre 1924 | 14 novembre 2009     |      |
| 7  | 83 anni, 182 giorni | Groucho Marx      | 2 ottobre 1890    | 2 aprile 1974        |      |
| 8  | 82 anni, 286 giorni | Ralph Bellamy     | 17 giugno 1904    | 30 marzo 1987        |      |
| 9  | 82 anni, 117 giorni | Donald Sutherland | 17 luglio 1935    | 11 novembre 2017     |      |
| 10 | 82 anni, 99 giorni  | Liv Ullmann       | 16 dicembre 1939  | 25 marzo 2022        |      |